# Марич, Горан (футболист)
Горан Марич (серб. Горан Марић; род. 23 марта 1984, Нови-Сад) — сербский футболист, нападающий.

## Карьера
Основная часть игровой карьеры Горана Марича прошла в клубах Сегунды — второй по значимости футбольной лиге Испании. Футболист начинал карьеру в «Сельте Б». В сезоне 2006/07 он был арендован «Лас-Пальмасом». Сезон 2008/09 серб провёл в составе «Барселоны Б», выступавшей в Сегунде B. За каталонский клуб футболист из Сербии отыграл 33 встречи и забил 11 мячей. В 2009 году он перешёл в английский «Норвич Сити». Марич сыграл несколько матчей за эту команду в различных кубках, однако в Чемпионшипе не дебютировал. В декабре того же года игрок покинул «Норвич». Следующим клубом сербского нападающего стал «Реал Унион» В 2010—2012 годах Горан Марич выступал в высшей лиге чемпионата Венгрии за «Ломбард» из города Папа. После неполного сезона, проведённого в «Жетысу» из казахстанского Талдыкоргана, вернулся в «Ломбард».